# Koserevá
El koserevá o coserevá (kosereva, según la grafía oficial guaraní) forma parte de la familia de los «postres típicos» de la gastronomía popular del Paraguay y, al igual que sus pares tanto salados como dulces posee alto valor nutricional. En 2018, el koserevá fue declarado parte del patrimonio gastronómico paraguayo por la Dirección Nacional De Propiedad Intelectual (DINAPI).

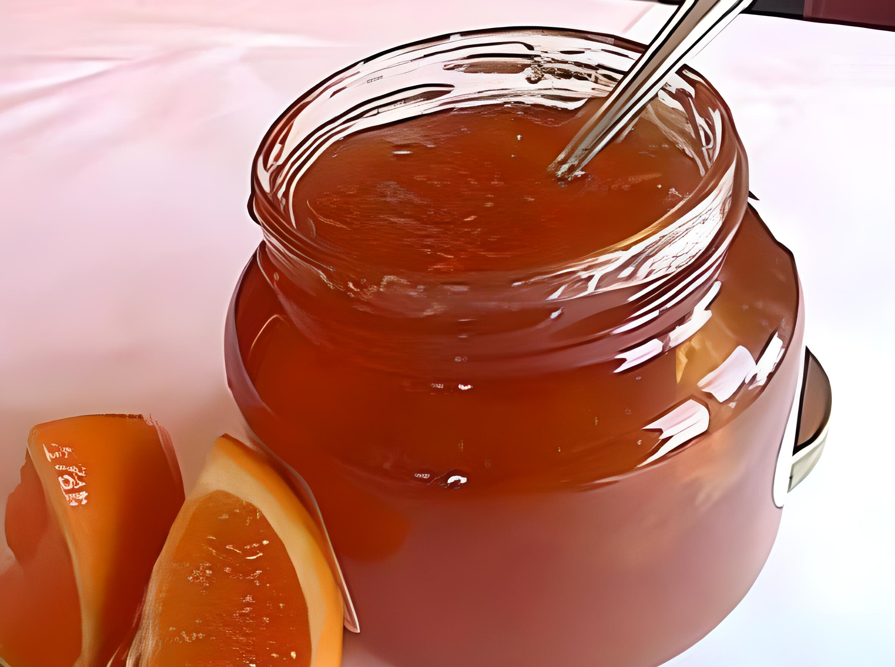
Koserevá.

Se trata de un dulce en «cascos», vale decir, con la cáscara dura del fruto de la naranja agria (en guaraní, «apepu»), cocidos en miel de caña negra.
Es un dulce agridulce y ácido como resultado de ser elaborado sobre materia prima agria.

## Etimología
El nombre “koserevá” se obtiene por derivación guaranítica de la palabra castellana “conserva”.
Ello es así porque existen registros documentales que hacen constar que los conquistadores españoles avecindados en el Paraguay durante la colonia, período histórico comprendido entre los siglo XVI y siglo XIX (hasta antes de la emancipación paraguaya en 1811), conservaban estas frutas cítricas cociéndolas en cascos recortados, en miel de caña negra.
Allí se originan tanto el postre como su curioso nombre.

## Ingredientes
Para el koserevá típico se utilizan ingredientes básicos tan sencillos como naranjas agrias “pintonas” (bien maduras), azúcar en cantidad grande, miel de caña y agua abundante. 

## Preparación
Se inicia el proceso de preparación pelando las naranjas lo más fino que se pueda y la fruta lo permita. Se las corta por la mitad, retirando el hollejo (piel delgada que cubre algunas frutas y legumbres, como la uva, la habichuela, etc.) y se las lava reiteradas veces. 
Así dispuestas, las naranjas deben reposar en agua fría durante 24 horas, cambiándole el agua cada 2 o 3 horas. Transcurrido ese tiempo, se las coloca en una cacerola y se las vuelve a cubrir, dentro de ella, con agua fría previamente azucarada. Se lleva el recipiente tapado, al fuego, hasta que rompa el hervor y entonces se las retira.
Se vuelven a lavar las frutas con agua fría, apretándolas suavemente, una por una, hasta que pierdan su amargor, y se las vuelve a poner en agua fría a la que previamente se le vertió la miel de caña negra.
Entonces se las lleva de vuelta al fuego en la misma cacerola tapada. Se deja hervir fuerte por espacio de un minuto, y se retira del fuego concluyendo el proceso de preparación.

## Otros datos de interés
Si se desea guardar el “koserevá” por un tiempo prolongado, es necesario colocarle, durante el proceso de preparación, cantidades mayores de azúcar y miel de caña.
En otros tiempos, el postre era conservado en pequeñas vasijas de barro e incluso en cántaros.